# Benjamin Bidlack
Benjamin Alden Bidlack (New York, 8 de septiembre de 1804-Bogotá, 6 de febrero de 1849) fue un político, diplomático y abogado estadounidense, miembro de la Cámara de Representantes de los Estados Unidos por el estado Pensilvania.
Bidlack nació en París, Nueva York. Se mudó a Wilkes-Barre, Pensilvania. Se graduó de la Academia Wilkes-Barre, y fue estudiante Derecho. Fue elegido fiscal de distrito del condado de Luzerne, Pensilvania, en 1825. Se mudó a Milford, Pensilvania, en 1830, y se desempeñó como tesorero del condado de Pike en 1834. Regresó a Wilkes-Barre y fue elegido miembro de la Cámara Representantes de Pensilvania en 1835 y 1836. Fue editor del Republican Farmer y el Democratic Journal en Wilkes-Barre.
Bidlack fue elegido para los Congresos Vigésimo Séptimo y Vigésimo Octavo. Fue nombrado Encargado de Negocios para Colombia el 14 de mayo de 1845. Negoció con éxito un "tratado de paz, amistad y navegación" con Colombia y aseguró a Estados Unidos el derecho de construir un canal o ferrocarril a través del Istmo de Panamá. Murió en Bogotá, Colombia en 1849, a los 44 años.
Bidlack es recordado por firmar el Tratado Mallarino-Bidlack, un tratado entre Nueva Granada (hoy Colombia y Panamá) y los Estados Unidos, el 12 de diciembre de 1846; negoció el pacto con el comisionado de Nueva Granada, Manuel María Mallarino.